# Wasisztha
Wasisztha (dewanagari वशिष्ठ, trl. vāsiṣṭha) – jeden z synów Brahmy, starożytny mędrzec indyjski (ryszi – dewanagari ऋषि, trl. ṛṣi).

## Rodzina i postacie powiązane

### Pochodzenie
- Zgodnie z Wisznupuraną[1] i Kurmapuraną[2] oraz naukami Guru adźapajogi[3], mędrzec Wasisztha jest jednym z dziewięciu, stworzonych przez Brahmę w pierwszej manwantarze, wielkich starożytnych mędrców, zwanych nawabrahmarszimi (dziewięcioma brahmarszimi). Pozostałych ośmiu to: Marići, Bhrygu, Angiras, Pulastja, Pulaha, Kratu, Daksza i Atri.
- Mędrzec Wasisztha jest jednym z pradźapatich (dewanagari प्रजापति, trl. prajāpati, ang. Prajapati, tłum. pan stworzeń, praojciec ludzkości, obrońca życia) oraz manasaputra – zrodzonym z umysłu Brahmy. Brahma powołał go do istnienia swoim pragnieniem, aby towarzyszył mu w procesie tworzenia.
- W Bhagawatapuranie można odnaleźć podania, iż Wasisztha narodził się w cudowny sposób z oddechu Brahmy[4].

### Żony i potomstwo

#### WedługBhagawatapuranyiLingapurany
- Wasisztha, na polecenie swojego ojca – Brahmy, poślubił Arundhati (dewanagari अरुन्धती, trl. arundhatī). Była ona jedną z dziewięciu córek Kardamy muniego (dewanagari Kardama – कर्दम, trl. kārdama) oraz jego żony Dewahuti (dewanagari देवहूति, trl. devahūti ang. Devahuti)[5]. Natomiast według Śiwapurany i Rudrasanhity pierwotnie była znana jako – (manasaputri) – mentalna córka Brahmy o imieniu Sandhja, która aby oczyścić się z namiętności, poinstruowana przez Wasiszthę wykonała intensywną pokutę, czym bardzo zadowoliła Śiwę. Następnie Śiwa polecił jej by wskoczyła do ognia Medhatithi (dewanagari मेधातिथि, trl. medhātithi). Narodziła się ona ponownie jako Arundhati córka Medhatithi i została żoną Wasiszthy. Inne purany opisują ją jako córkę Kaśjapy i siostrę Parwati i Narady, który ofiarował ją Wasiszthcie za żonę[6]. Z Arundhati mędrzec Wasisztha miał setkę synów, a maharszi Śakti był z nich najstarszy[7]. Wszyscy oni zostali pożarci przez demona o imieniu Kimkara (według Lingapurany o imieniu Rudhi[7]).

#### WedługWisznupurany
- Waszistha pojął za żonę córkę brahmarsziego Dakszy o imieniu Urdźa (dewanagari ऊर्जा, trl. ūrjā, ang. Urja) z którą w okresie pierwszej manwantary zwanej Swajambhuwa Manwantara miał siedmiu synów, znamienitych ryszich, o imionach: Radź (dewanagari राज्, trl. rāj, ang. Raj), Gatra (lub Gotra) (dewanagari गात्र / गोत्र, trl. gātra/gotra, ang. Gatra/Gotra), Urdhawabahu (dewanagari ऊर्ध्वबाहु, trl. ūrdhvabāhu, ang. Urdhavabahu), Sawan (dewanagari सवन्, trl. savan, ang. Savan), Anagh (dewanagari अनघ्, trl. anagh, ang. Anagh), Sutapa (dewanagari सुतप, trl. sutapa, ang. Sutapa) i Śukra (dewanagari शुक्र, trl. śukra, ang. Shukra)[8]. Ci synowie odrodzili się w trzeciej manwantarze zwanej Uttama Manwantara i zostali saptarszimy tej manwantary. Według Padmapurany i Matsjapurany w trzeciej manwantarze mieli oni inne imiona – Kaukundihi, Kurundi, Dalaja, Śankha, Prawahita, Mita, i Sammita[9].

## Nauczyciel Dynastii Solarnej (Słonecznej)
Według Puran, Wasisztha był najwyższym guru oraz radźpurohit (dewanagari राजपुरोहित) Surjawamśa (trl. sūrya-vaṃśa, tłum. Słoneczna Dynastia lub Solarna Dynastia) zwanej również dynastią Ikśwaku (dewanagari इक्ष्वाकु, trl. ikṣvāku, ang. Ikshvaku) od pierwszego króla tej dynastii. Ikśwaku był synem praojca ludzkości Waiwaswata Manu, a w tej dynastii byli tak znani królowie jak:
- Hariścandra (dewanagari हरिश्चन्द्र, trl. hariścandra, ang. Harishchandra, tłum. posiadający złoty blask),
- Dilipa (dewanagari दिॡप, trl. dilīpa) dzięki jego staraniom oraz tysiącletnim wyrzeczeniom jego wnuka króla Bhagiratha bogini Ganga pojawiła się na Ziemi jako rzeka Ganges[10],
- Sagara (dewanagari सगर, trl. sagara)[11],
- Raghu (dewanagari रघु, trl. raghu) syn króla Dilipa,
- Rama,
- Prasenadźit.

Wisznupurana wspomina, że Wasisztha był guru tej dynastii, począwszy od króla Ikśwaku, przez 61 kolejnych pokoleń tego rodu

## Recepcja w literaturze hinduistycznej

### Wedy
Brahmarszi Wasisztha uznawany jest za autora siódmej mandali Rygwedy. Rygweda (RW VII,33) gloryfikuje Wasiszthę wraz z rodziną za rolę jaką odegrali w Daśaradźńa (dewanagari दाशराज्ञ, trl. dāśarājñá, tłum. bitwa dziesięciu królów). Inny fragment tej mandali Rygweda VII, 59.12 uznawany jest wraz z mantrą Gajatri za jedną z dwóch najświętszych mantr hinduizmu. Fragment ten znany jest jako ''Mantra Mahamritundźaja'' (dewanagari महामृत्युंजय मंत्र, trl. mahāmṛtyuṃjaya mantra, ang. Mahamrityunjaya Mantra, tłum. mantra przezwyciężająca śmierć).

### Sanhity
Brahmarsziemu Wasiszcie przypisywane jest autorstwo jednej z sanhit zwanej Wasiszthasanhita.

### Jogawasisztha
Napisana jest w formie dialogu pomiędzy mędrcem Wasiszthą będącym guru (duchowym nauczycielem dharmy), a młodym księciem Ramą. Sam Wasisztha mówi o swoich naukach w następujący sposób:

(...) Takie ilustracje są przedstawiane w tym świętym piśmie w określonym celu i z określoną intencją. Nie mają one być rozumiane dosłownie ani ich znaczenie nie powinno też być nadinterpretowane. Gdy studiuje się te nauki w taki sposób, świat okazuje się być jedynie marzeniem sennym. Taki jest rzeczywisty cel ilustracji. Niechaj nikt o wypaczonym intelekcie nie interpretuje błędnie ilustracji przedstawionych w tym piśmie.
Przypowieści mają tylko jeden cel: umożliwić słuchającemu dotarcie do prawdy. Urzeczywistnienie prawdy jest tak ważne, że każdy rozsądny sposób dotarcia do niej jest uzasadniony, mimo iż same przypowieści mogą być fikcją. Przypowieści te mają na celu pokazanie prawdy i tylko ta część tych opowieści ma być wykorzystana, która prowadzi do tego celu, reszta powinna być zignorowana.

### Mahabharata

#### Klątwa Wasiszthy rzucona na ośmiu Wasów
Córka brahmarsziego Dakszy o imieniu Surabhi (dewanagari सुरभि, trl. surabhī, matka wszelkiego bydła rogatego), będąca żoną mędrca Kaśjapy poczęła córkę, krowę – Kamadhenu, o imieniu Nandini, która miała służyć dobru całego świata. Nandini została podarowana mędrcowi Wasiszcie, który pokochał ją, a ona służyła jemu pomocą przy świętych rytuałach. Pewnego razu jeden z Wasów (dewanagari वासु, trl. vāsu, ang. Vasu) imieniem Prabhasa (dewanagari प्रभास, trl. prabhāsa, tłum. poranna zorza) za namową żony ukradł Wasiszcie jego ukochaną krowę Nandini. Rozgniewany mędrzec rzucił na Wasów klątwę narodzin na ziemi ze śmiertelnego łona. Chociaż klątwa odnosiła się do wszystkich ośmiu bogów Wasu, to jednak ze względu na ich błagania złagodził klątwę, mówiąc, że jedynie ósmy Wasu, który dopuścił się tego haniebnego czynu, będzie musiał żyć i pokutować na ziemi przez dłuższy czas, podczas gdy pozostali będą żyć na ziemi bardzo krótko. Wasisztha zapowiedział, że będzie on człowiekiem o ogromnej prawości i dzielności, i mistrzem we władaniu wszelkiego rodzaju bronią. Odmówiona mu jednak zostanie przyjemność poznania kobiety i pozostanie bezdzietny.
Bogowie Wasu niepokoili się tym, że poprzez klątwę Wasiszthy będą musieli narodzić się na ziemi z „nieczystego” łona. Poprosili boginię Gangę aby zgodziła się zostać ich ziemską matką. Ganga zgodziła się spełnić ich prośbę i poślubiła ziemskiego króla Śamtanu. Owocem ich miłości byli kolejni synowie, których Ganga natychmiast po urodzeniu topiła w wodach Gangesu. Król Śamtanu był zobowiązany nigdy nie pytać swojej małżonki co robi z nowo narodzonymi synami. Gdy narodził się ich ósmy syn sprzeciwił się aby „wyrodna” matka i jego utopiła w rzece. Jednakże zgodnie z klątwą Wasiszthy, ten syn będący wcieleniem Prabhasy, miał żyć długo w swoim ziemskim wcieleniu i Ganga pozostawiła go przy życiu. Gdy Ganga spełniła swoje zobowiązanie w stosunku do bogów Wasu i jej zadanie na ziemi wypełniło się, odeszła do nieba zabierając ze sobą ostatniego narodzonego syna, lecz obiecała królowi Śamtamu, że po otrzymaniu odpowiedniego wykształcenia powróci on na ziemię jako dorosły człowiek. I tak też się stało. Gangadatta wrócił do swego ojca już jako dorosły mężczyzna, nauczywszy się mądrości Wed od samego mędrca Wasiszty, zdobywszy umiejętność władania bronią równą królowi bogów Indrze i uzyskawszy szacunek zarówno bogów, jak i demonów. Nikt nie mógł mu dorównać ani w prawości, ani w znajomości zasad rządzenia i walki. Król Śamtanu zapłonął do niego wielką ojcowską miłością. Tym ósmym synem był Bhiszma (dewanagari भीष्म, trl. bhīṣma, ang. Bhishma), dziadek Ardźuny.

#### Spór pomiędzy Wasiszthą i Wiśwamitrą
Król Wiśwamitra (dewanagari विश्वामित्र, trl. viśvā-mitra, ang. Vishwamitra, tłum. przyjaciel wszystkich) stał na czele potężnej armii i miał zwyczaj włóczyć się z nią i swymi ministrami po pustkowiach, polując na jelenie i niedźwiedzie. Pewnego dnia goniąc za jeleniem, wyczerpany głodem i pragnieniem dotarł do pustelni, w której mieszkał mędrzec Wasiszta razem ze swą spełniającą wszystkie życzenia krową Nandini. Gdy mędrzec Wasiszta zobaczył zmęczonego polowaniem króla, powitał go z pełnym szacunkiem i zaprosił go do swej pustelni, gdzie nakarmił i napoił mlekiem, które otrzymał od krowy Nandini. Powitany w ten sposób król Wiśwamitra, jego ministrowie i zbrojna eskorta byli bardzo zadowoleni. Wiśwamitra i jego ministrowie byli bardzo zaskoczeni tym w jaki sposób Wasisztha był w stanie w swojej pustelni wykarmić całą armię? Mędrzec Wasiszta wyjaśnił, że wszystko co ma, pochodzi od spełniającej wszystkie życzenia krowy Nandini i gdy nienasycony król Wiśwamitra ją dostrzegł, nie potrafił oderwać od niej wzroku, płonąc nieodpartą żądzą jej posiadania. Zaproponował Wasiszcie za nią setki swoich krów i całe swoje królestwo. Jednak mędrzec w uprzemy sposób wyjaśnił, że nie może jej oddać za żadne skarby, gdyż ona daje jemu to, co może ofiarować bogom i przodkom oraz stopione masło, które wlewa do ognia ofiarnego. Rozgniewany Wiśwamitra zabrał Nandini siłą, jednak ona uwolniła się i powróciła do medytującego Wasiszthy. Mędrzec wytłumaczył swojej krowie, że jest bezsilny i gdy uprowadzana jest siłą nie potrafi jej bronić, gdyż jest wybaczającym wszystko ryszim. Nandini widząc zbliżającą się armię i przerażona jej siłą, przysunęła się bliżej Wasiszty i zapytała:

O mój dobry panie, jak możesz pozostawać obojętny, gdy ja mam przeciw sobie całą armię i płaczę jak sierota, będąc bita kijem i obrzucana kamieniami?

Wasiszta rzekł:

O moja droga krowo Nandini, opętała mnie wyrozumiałość i wybaczanie. Będąc mędrcem, którego siłą jest wybaczanie, wybaczam wojownikowi którego siłą jest przemoc. Muszę pozostawić ciebie samej sobie, gdyż nie mogę obwiniać wojownika. Sama musisz wybrać, czy pójdziesz z nim, czy zostaniesz ze mną.

Słysząc to, spełniająca każdą prośbę krowa sprytnie zapytała:

O panie mój, powiedz mi tylko, czy wyrzekłeś się mnie i nie chcesz, abym została, bo jeżeli się mnie nie wyrzekłeś, wówczas nie będzie na świecie takiej siły, która mogłaby mnie od ciebie odebrać.

Wasiszta odparł:

O moja najmilsza, nie wyrzekłem się ciebie i nie oddałem cię dobrowolnie i dlatego próbują odebrać cię siłą. Jeżeli potrafisz, proszę cię zostań.

Spełniająca każdą prośbę krowa tylko na to czekała i gdy usłyszała proszę cię, zostań, natychmiast przybrała groźny wygląd. Z oczami czerwonymi z gniewu i potężnie rycząc, rzuciła się na armię Wiśwamitry, rozpraszając ją na wszystkie strony. Jej ciało płonęło wściekłością, a z ogona sypały się iskry. Gdy prawie omdlała z wściekłości, wówczas stworzyła armię wojowników z jej ust powstali Kambodźowie (dewanagari काम्बोज, trl. kāmboja, ang. Kambojas), z jej wymion Barwarowie, z jej zadka Jawanowie (dewanagari यवन, ang. Yavana, tłum. Grek) i Śakjowie (dewanagari शाक्य, trl. śākya, ang. Shakya) i z por na jej skórze wyłonili się Haritasowie (dewanagari हारीत, trl. hārīta, ang. Haritas), Kiratowie (dewanagari किरात, trl. kirāta, ang. Kiratas) i jeszcze inni barbarzyńscy wojownicy, którzy zasypując armię Wiśwamitry deszczem kamieni, rozgromili ją, a resztki zmusiły ją do ucieczki. Wiśwamitra widząc ten cud, doszedł do wniosku, że władza nad światem zdobyta dzięki ascezie i wyrzeczeniu przewyższa władzę wojownika i nie mogąc pogodzić się z przegraną, zapłonął żądzą stania się ryszim. Rzekł:

Niech będzie przeklęta ścieżka wojownika i magnata, gdyż nie ona, lecz mądrość ascety daje prawdziwą władzę nad światem.

I od tego momentu król Wiśwamitra porzucił swe kwitnące królestwo, wyrzekł się swego królewskiego losu i wszelkich przyjemności i skupił swój umysł całkowicie na umartwianiu się. Wkrótce uzyskał w swych religijnych praktykach perfekcję i wówczas zalewając trzy światy powodzią swej potężnej siły, osiągnął stan brahmarsziego.

#### Śmierć zesłana przez Wiśwamitrę na 100 synów Wasiszthy
Mędrzec Waisztha z żoną Arundhati miał stu synów, a najstarszym z nich był maharszi Śakti (dewanagari शक्ति, trl. śakti, ang. Shakti). Pewnego razu Śakti wędrując wąską ścieżką po lesie zobaczył idącego w jego kierunku i tarasującego mu drogę króla Kalmasapadę. Mężny król rozkazał zejść pustelnikowi ze ścieżki którą wędrował. Śakti w łagodny sposób odmówił królowi, który w gniewie uderzył go batem, jak jakiegoś demona. Rozgniewany pustelnik przeklął króla mówiąc:

O zwyrodniały królu, ponieważ potraktowałeś mnie, jakbym był demonem ludożercą, ty sam wkrótce stracisz swe człowieczeństwo i przekształcisz się w rakszasę, który żywi się ludzkim mięsem! Precz mi z oczu!

Tak się złożyło, że scenę tę obserwował z ukrycia Wiśwamitra. Gdy przerażony klątwą król Kalmasapada zaczął błagać pustelnika o jej wycofanie, próbując go przekupić, Wiśwamitra rozkazał rakszasowi o imieniu Kimkara, aby opętał króla Kalmasapadę i skłonił go do pożarcia całego rodu Wasiszty, zaczynając od jego syna Śaktiego. Opętany przez demona ludożercę król Kalmasapada potrafił przez jakiś czas bronić się przed opętaniem i pozostawał nadal człowiekiem, do czasu gdy po raz drugi został przeklęty przez innego bramina. Król chciał podać braminowi potrawę przegotowaną z ludzkiego mięsa, a ten rozwścieczony rzucił na króla klątwę, aby on sam żywił się ludzkim mięsem. Gdy klątwa o tej samej treści dosięgła króla po raz drugi, król ten nie potrafił już dłużej stawiać oporu ludożercy Kimkarze, który od dawna go opętał. Król ludożerca udał się do lasu, gdzie jako pierwszego na swojej drodze spotkał ponownie najstarszego syna mędrca Wasiszthy. Ponieważ to właśnie on jako pierwszy rzucił na niego klątwę, postanowił pożreć go jako pierwszego. Gdy Wiśwamitra dowiedział się o śmierci Śaktiego, zrozumiał, że król Kalmasapada został w końcu pokonany przez demona i rozkazał mu, aby zjadł wszystkich stu synów Wasiszthy, mszcząc się w ten sposób na nim za to, że nie chciał mu swego czasu oddać jego spełniającej wszystkie życzenia krowy Nandini. Dowiedziawszy się o śmierci wszystkich swych synów pożartych przez rakszasę nasłanego na króla Kalmasapadę przez Wiśwamitrę, mędrzec Wasisztha zapłonął strasznym gniewem. Jednakże wierny Prawu wyrzekł się zemsty i powstrzymał się od zniszczenia całego rodu Wiśwamitry, choć przy pomocy ognia swej ascezy mógł spalić cały świat. Nie potrafił jednak w żaden sposób uciszyć swego gniewu i chcąc się go pozbyć, skierował go przeciw sobie. Choć wiele razy próbował popełnić samobójstwo, nie mógł jednak umrzeć. Gdy rzucił się w przepaść ze szczytu góry Meru i uderzył głową o skałę, skała zamieniła się w miękką poduszkę. Gdy wszedł do ognia, ogień stał się zimny. Gdy próbował utopić się w oceanie, ocean wyrzucił go na brzeg. Bezradny wrócił do swej pustelni, która jednak bez jego stu synów wydała mu się pozbawiona życia. Opuścił więc ją w pośpiechu, ruszając w kierunków rzeki wypełnionej wodami, gdyż była wówczas pora deszczowa. Związawszy się wielokrotnie sznurami, spróbował się utopić, lecz wody zerwały pęta i wyrzuciły go na brzeg. Gdy zobaczył spływającą z Himalajów rzekę pełną krokodyli, próbował się do niej rzucić, lecz rzeka uciekała przed nim, myśląc, że jest ogniem. Włócząc się bez celu po górach i lasach i rozmyślając nad tym, że nie dane jest jemu umrzeć Wasisztha usłyszał nagle cichutki chłopięcy głos, przypominający mu głos jego najstarszego syna. Odwróciwszy się dostrzegł kobietę, która od dłuższego czasu podążała jego śladem. Z rozmowy z nią dowiedział się, że jest ona żoną jego najstarszego syna Śakti i od dwunastu lat chowa w swym łonie dziecko, które jest jego wnukiem. A głos, który słyszał jest głosem tego dziecka. Gdy Wasisztha to usłyszał, cały jego gniew go opuścił i zawładnęła nim wielka radość. Rzekł:

Niech bogom będą dzięki, że mam wnuka, gdyż w ten sposób mój ród doszczętnie nie wyginie

i od tego momentu zaprzestał poszukiwania własnej śmierci. Wędrując dalej razem ponownie natknęli się na ludożerczego króla Kalmasapada, który zapragnął ich pożreć. Przerażona kobieta ukryła się za Wasiszthą, a błogosławiony mędrzec, który nie spuszczał wzroku ze szturmującego jak burza opętanego króla, zatrzymał go u swych stóp wypowiadając świętą sylabę ‘OM’. Pokropił następnie wodą i oczyścił go przy pomocy magicznych mantr, uwalniając w ten sposób dobrego króla od groźnego rakszasy, który go opętał. Gdy król odzyskał swe zmysły, złożył pobożnie dłonie, by z szacunkiem oddać cześć Wasiszcie. Odebrawszy pranam złożony przez szczęśliwego króla Wasisztha powiedział aby powrócił do swej pięknej stolicy Ajodhji i rządził sprawiedliwie swoim królestwem i aby pamiętał nigdy więcej nie lekceważyć siły duchowej rysziego i nigdy nie odnosił się do niego z lekceważeniem! Chłopiec, który narodził się wkrótce był jedynym ocalałym z rodu wnukiem mędrca Wasiszthy. Otrzymał on imię Paraśara (dewanagari पाराशर, trl. pārāśara, ang. Parashara) i będąc wychowy przez swego dziadka Wasiszthę stał się słynnym mędrcem (ryszim).

#### Paraśara, wnuk Wasiszthy, mści się za śmierć ojca
Gdy jedyny ocalały wnuk Wasiszty, słynny ryszi Paraśara (dewanagari पाराशर, trl. pārāśara, ang. Parashar, tłum. niszczyciel), odkrył jak zginął jego ojciec Śakti, zapłonął żądzą pomszczenia jego śmierci i spalenia ogniem swego gniewu całego wszechświata. Mędrzec Wasisztha aby powstrzymać swego wnuka przed zniszczeniem wszechświata opowiedział mu historię o innym wielkim mędrcu pochodzącym rodu brahmarsziego Bhrygu o imieniu Aurwa. Podobnie jak ród Paraśary, który został wyniszczony przez rakszasę, tak i ród Aurwany został wyniszczony przez bezwzględnych wojowników, rządnych skarbów otrzymanych przez Bhrygu od boga Ćandrę na zakończenie jemu poświęconej ofiary. Skończywszy swą opowieść mędrzec Wasiszta poprosił swego wnuka Paraśarę, aby w traktowaniu swego gniewu wziął przykład z mędrca Aurwy, gdyż tak jak on jest również prawym człowiekiem i mędrcem i zaniechał chęci zniszczenia swym gniewem wszystkich światów. Paraśara posłuchał prośby Wasiszty i ograniczył swój gniew do spalenia w ogniu ofiarnym wszystkich rakszasów. Mędrzec Wasiszta nie powstrzymywał jednak swego wnuka Paraśary od rozpoczęcia ofiarnej sesji trzech ogni, wręcz przeciwnie, patrząc na płonące ognie ofiarne sam płonął jak czwarty ogień. Na sesję ofiarną przybyli również wielcy mędrcy, synowie Brahmy, którzy nie chcieli dopuścić do zagłady rodu rakszasów. Brahmarszi Pulastja, z którego zrodzili się rakszasowie prosił Paraśarę, aby powstrzymał swój gniew i nie niszczył wszystkich jego potomków. Gdy prośbę Pulastji poparł mędrzec Wasiszta, Paraśara przerwał swą ofiarę podczas której chciał spalić wszystkich rakszasów. Zebrał starannie ogień swego gniewu, który płonął podczas sesji ofiarnej i rzucił go w kierunku wielkiej pustyni na północnych stokach Himalajów. Ogień ten jest ciągle widoczny podczas zmiany eonów jak bezlitośnie pożera drzewa, skały i rakszasów.
- Inne części Mahabharaty i Śiwapurany wspomina się Wasiszthę jako jednego z saptarszich.

### Ramajana

#### Spór pomiędzy Wasiszthą i Wiśwamitrą
W Ramajanie wielokrotnie wspominany jest mędrzec Wasisztha, jako doradca sędziwego króla Daśarathy i guru księcia Ramy. Znajdziemy tam również opis „sporu pomiędzy Wasiszthą i Wiśwamitrą”. Jest on podobny w swojej treści do powyżej przytoczonego tekstu z Mahabharaty.

## Inne informacje

### Astrologia indyjska
| Saptarszi | Oznaczenie Bayera | Tradycyjna nazwa zachodnia |
| --------- | ----------------- | -------------------------- |
| Kratu     | α UMa             | Dubhe                      |
| Pulaha    | β UMa             | Merak                      |
| Pulastja  | γ UMa             | Phecda                     |
| Atri      | δ UMa             | Megrez                     |
| Angiras   | ε UMa             | Alioth                     |
| Wasisztha | ζ UMa             | Mizar                      |
| Marići    | η UMa             | Alkaid                     |

Asteryzm Wielkiego Wozu

Astrologia indyjska przypisuje gwiazdom konstelacji Wielkiego Wozu imiona poszczególnych Saptarszich. Dlatego układ tych gwiazd często nazywany jest Saptarszi Mandala (dewanagari मण्डल, trl. maṇḍala, symbol). Druga gwiazda dyszla według tejże astrologii, opisywana jest jako Wasisztha, a według astrologii zachodniej jako Mizar. Mizar z Ziemi widoczna jest jako gwiazda podwójna wraz z Alkor, jednak nie są one powiązane grawitacyjnie. Według indyjskiej astrologii gwiazda towarzysząc Wasiszcie to jego ukochana małżonka Arundhati. Według tradycji hinduskiej, nowo poślubieni małżonkowie spoglądają w noc poślubną na ten podwójny układ gwiezdny, jako na doskonały wzór wierności małżeńskiej.

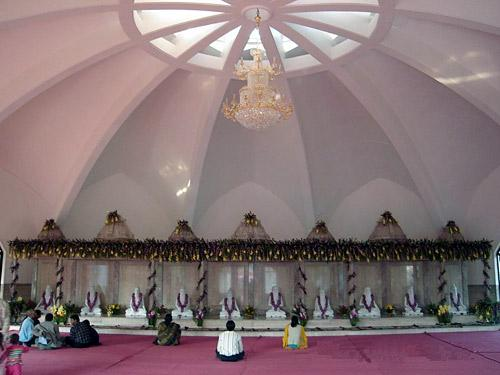
Wnętrze Świątyni Dziewięciu Brahmarszich w aśramie adźapajogi w Jamshedpurze w Indiach.

## Recepcja w nurtach hinduistycznych

### Adźapajoga
- Guru adźapajogi nauczają, iż technika praktyki jogi, zwanej adźapą, wywodzi się od dziewięciu synów Brahmy, zwanych nawabrahmarszimi. Zgodnie z tą tradycją jednym z brahmarszich jest Wasisztha. Wszyscy ci brahmarszi biorą udział w kreacji wszechświata i otaczają go swoją opieką. Mając na uwadze powyższe aspekty, Guru Janardan Paramahansa, około roku 1970, postanowił stworzyć świątynię ku czci wszystkich dziewięciu brahmarszich. Wizja Guru Janardana została zrealizowana w 1976 roku. Na terenie aśramu adźapajogi w Dimna[21], koło Jamshedpur w Indiach, powstała pierwsza na świecie świątynia poświęcona wszystkim brahmarszim. Następca Guru Janardana, Guru Prasad Paramahansa, około 2001 roku, postanowił dokonać przebudowy istniejącej świątyni. Uroczyste otwarcie odnowionej świątyni nastąpiło w dniu 24 grudnia 2006 roku, jest ona wzorowana w swoim wyglądzie na świątyni w Siddhaśramie (dewanagari सिद्धाश्रम, trl. siddhāśrama)[3]. Świątynia ta zwana jest Rishi Mandir, czyli Świątynia Ryszich.